# 樞機黎塞留胸像
樞機黎塞留胸像（法語：Buste du cardinal de Richelieu；義大利語：Busto del cardinale Richelieu）是文藝復興時期畫家、雕塑家貝爾尼尼的一個作品，現藏於巴黎的盧浮宮博物館。
樞機主教黎塞留曾托朋友朱爾·馬薩林向貝爾尼尼表達了為其塑造全身雕像的願望，但是這一請求被教皇烏爾巴諾八世駁斥，故此塑像僅為半身。貝爾尼尼收到任命後在1640年11月至1641年1月期間完成了該作品的創作，隨後它被迅速送往巴黎。
但黎塞留對此雕像並不滿意，由任命雕塑家讓·瓦林（Jean Varin）為其塑像。

## 圖集

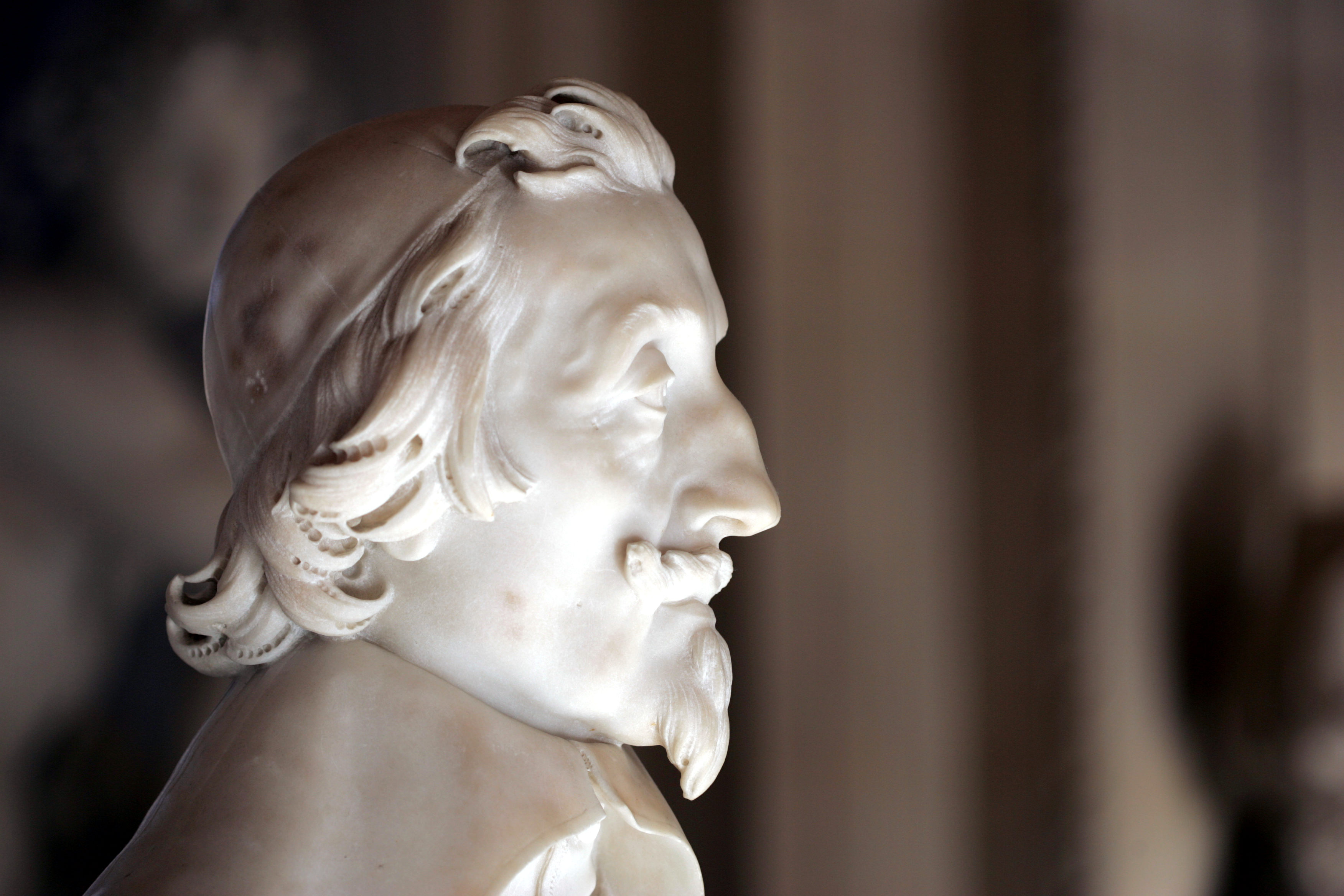
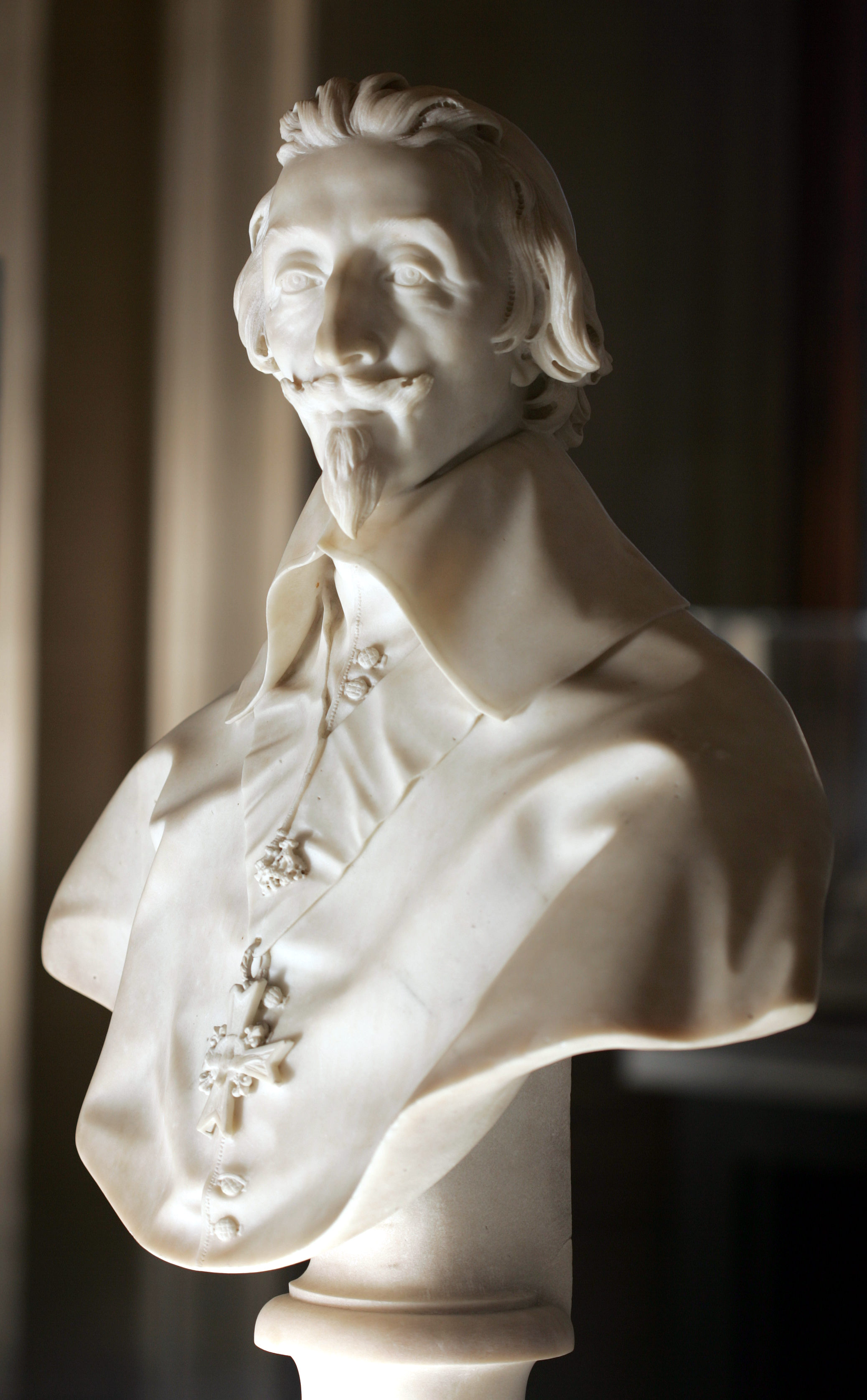
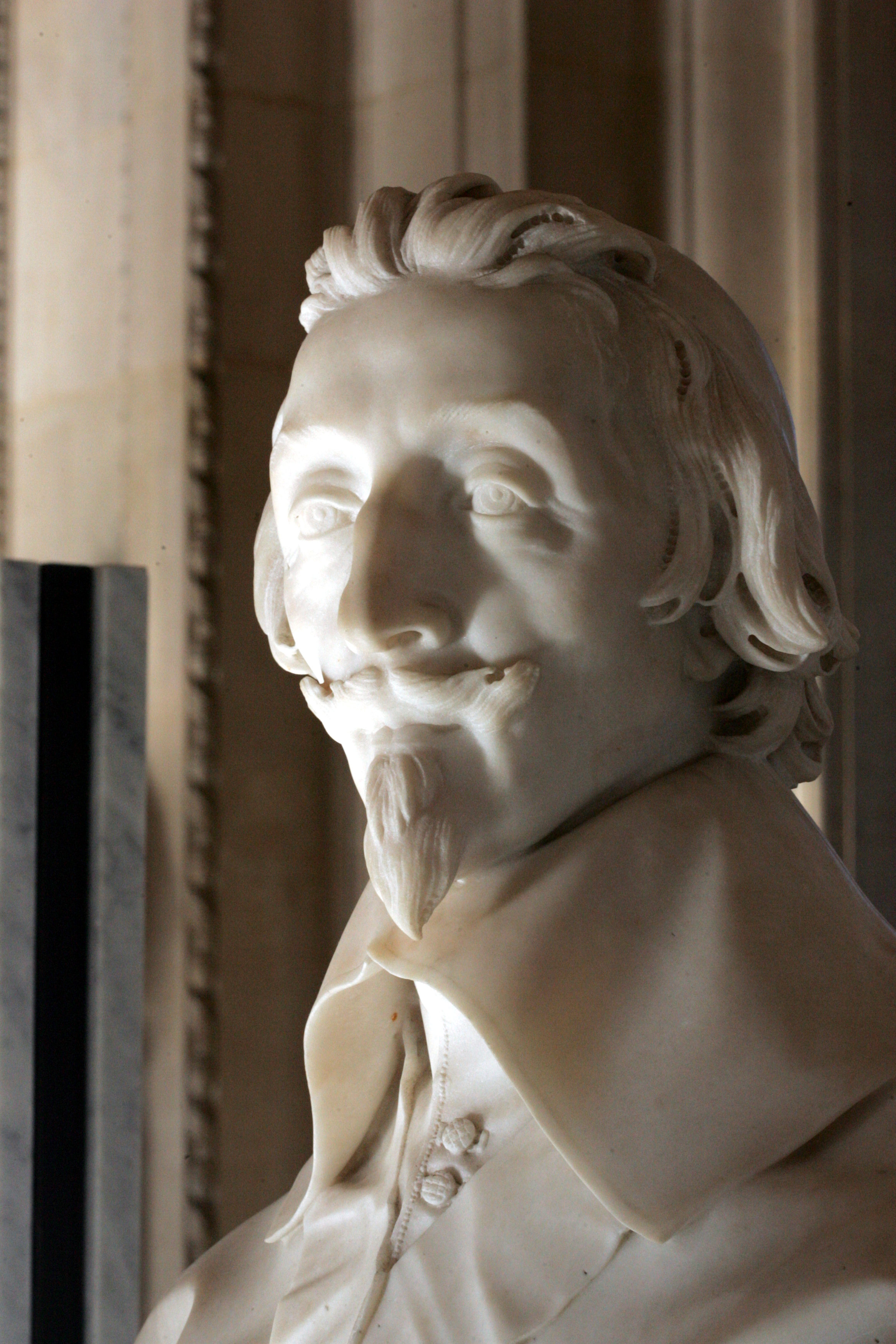